# العلاقات الأسترالية اللاوسية
العلاقات الأسترالية اللاوسية هي العلاقات الثنائية التي تجمع بين أستراليا ولاوس.

## مقارنة بين البلدين
هذه مقارنة عامة ومرجعية للدولتين:
| وجه المقارنة                                              | أستراليا                                   | لاوس        |
| --------------------------------------------------------- | ------------------------------------------ | ----------- |
| المساحة (كم2)                                             | 7.69 مليون                                 | 236.80 ألف  |
| عدد السكان (نسمة)                                         | 24.51 مليون                                | 6.86 مليون  |
| الكثافة السكانية (ن./كم²)                                 | 3.19                                       | 28.97       |
| العاصمة                                                   | كانبرا، ملبورن                             | فيينتيان    |
| اللغة الرسمية                                             | لغة إنجليزية                               | اللغة اللاو |
| العملة                                                    | دولار أسترالي، جنيه إسترليني، جنيه أسترالي | كيب لاوي    |
| الناتج المحلي الإجمالي (بليون دولار)                      | 1.32 تريليون                               | 16.85 مليار |
| الناتج المحلي الإجمالي (تعادل القوة الشرائية) بليون دولار | 1.10 تريليون                               | 38.71 مليار |
| الناتج المحلي الإجمالي الاسمي للفرد دولار أمريكي          | 56.31 ألف                                  | 1.82 ألف    |
| الناتج المحلي الإجمالي للفرد دولار أمريكي                 | 45.92 ألف                                  |             |
| مؤشر التنمية البشرية                                      | 0.939                                      | 0.575       |
| رمز المكالمات الدولي                                      | +61                                        | +856        |
| رمز الإنترنت                                              | .au                                        | .la         |
| المنطقة الزمنية                                           |                                            | ت ع م+07:00 |

## منظمات دولية مشتركة
يشترك البلدان في عضوية مجموعة من المنظمات الدولية، منها:
| علم المنظمة | اسم المنظمة                        | تاريخ انضمام أستراليا | تاريخ انضمام لاوس |
| ----------- | ---------------------------------- | --------------------- | ----------------- |
|             | يونسكو                             | 4 نوفمبر 1946         | 9 يوليو 1951      |
|             | مؤسسة التمويل الدولية              | 20 يوليو 1956         | 29 يناير 1992     |
|             | بنك التنمية الآسيوي                | 1966                  | 1966              |
|             | منظمة حظر الأسلحة الكيميائية       | ?                     | ?                 |
|             | مؤسسة التنمية الدولية              | 24 سبتمبر 1960        | 28 أكتوبر 1963    |
|             | أسيان                              | ?                     | 23 يوليو 1997     |
|             | وكالة ضمان الاستثمار متعدد الأطراف | 10 فبراير 1999        | 5 أبريل 2000      |
|             | منظمة الشرطة الجنائية الدولية      | ?                     | ?                 |
|             | الأمم المتحدة                      | 1 نوفمبر 1945         | 14 ديسمبر 1955    |
|             | البنك الدولي للإنشاء والتعمير      | 5 أغسطس 1947          | 5 يوليو 1961      |
|             | منتدى آسيان الإقليمي ‏              | ?                     | ?                 |

## وصلات خارجية
- موقع وزارة الخارجية الأسترالية